# Sytuacja prawna i społeczna osób LGBT w Norwegii

Tęczowa flaga – symbol społeczności LGBT

Tęczowa flaga w kształcie Norwegii

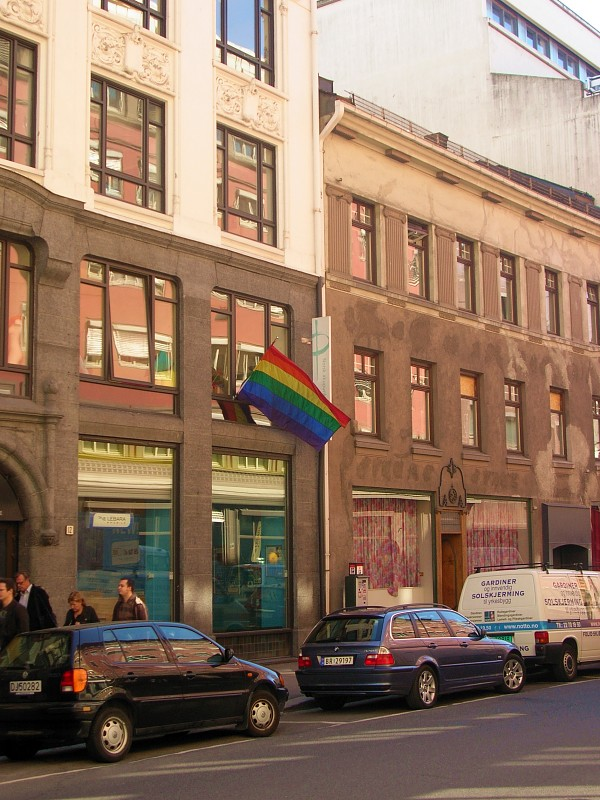
Biuro norweskiego stowarzyszenia Landsforeningen for lesbisk og homofil frigjøring (Narodowe Stowarzyszenie Ruchu Wyzwolenia Lesbijek i Gejów) przy Kongens gate 12 w Oslo

## Prawo wobec kontaktów homoseksualnych
Kontakty homoseksualne zostały zalegalizowane w Norwegii w 1972 roku. W tym samym roku zrównano ze sobą wiek osób legalnie dopuszczających się kontaktów homo- i heteroseksualnych – wynosi on 16 lat.

## Ochrona prawna przed dyskryminacją
Norweskie prawo gwarantuje ogólny zakaz dyskryminacji przez wzgląd na orientację seksualną. Został on zawarty w kodeksie karnym i obejmuje różne dziedziny życia. Przepisy te obowiązują w kraju od 1981 roku. Norwegia jest pierwszym krajem na świecie, który zakazał dyskryminacji z powodu orientacji seksualnej. Podobny zakaz został również zawarty w kodeksie pracy w 1998 roku.
Geje, lesbijki i biseksualiści nie są wykluczeni ze służby wojskowej z powodu swojej orientacji seksualnej.

### Azyl
Norweskie przepisy prawne przyznają prawo do ubiegania się o azyl polityczny z powodu prześladowań przez wzgląd na orientację seksualną we własnym kraju.

## Uznanie związków osób tej samej płci
W 1991 roku Norwegia zalegalizowała konkubinaty par tej samej i przeciwnej płci. Przyznają one część praw z tych, jakie mają małżeństwa.
W 1993 roku w Norwegii zalegalizowano związki partnerskie par tej samej płci. Dawały one większość praw z tych, jakie mają małżeństwa. W 2001 roku Norwegia umożliwiła parom tej samej płci adopcję dzieci, ale tylko dzieci jednego z partnerów, a nie obcych (np. z domu dziecka).
W 2008 pod obrady parlamentu trafił podobny projekt i został przyjęty przez niższą izbę parlamentu stosunkiem głosów: 81 za, 41 przeciw, a następnie przez wyższą izbę stosunkiem głosów: 23 za, 17 przeciw. Uchwalona ustawa weszła w życie 1 stycznia 2009 roku i zniosła związki partnerskie. Pary homoseksualne, które do tej pory zalegalizowały swój związek w ten sposób, mają możliwość zamiany ich na małżeństwa. Obecnie to ponad 3.000 par.

## Życie osób LGBT w kraju
Norwegowie są w większości zwolennikami małżeństw osoób tej samej płci:
| Poparcie Norwegów wobec:                      | Za | Przeciw |
| --------------------------------------------- | -- | ------- |
| Małżeństw jednopłciowych (2003)               | 61 |         |
| Małżeństw jednopłciowych (2005)               | 63 |         |
| Małżeństw jednopłciowych (2007)               | 66 |         |
| Małżeństw jednopłciowych (2013)               | 70 | 21      |
| Adopcji dzieci przez pary jednopłciowe (2013) | 54 | 34      |

Tolerancyjne są władze i urzędy, co ma odzwierciedlenie m.in. w oficjalnych publikacjach turystycznych i dystrybucji bezpłatnych czasopism gejowskich w sieci biur informacji turystycznej. W przewodniku What's on Oslo - promującym stolicę Norwegii w kilku językach - jest zamieszczana specjalna strona „Gay Oslo”. Informuje się w niej: Oslo is a gay-friendly city, and the gay, lesbian, and bisexual community ensures that Oslo has it all – from highbrow art shows to terrific parties all year round (Oslo jest miastem gay-friendly i środowiska gejów, lesbijek oraz biseksualistów to potwierdzają - Oslo organizuje wszystko od pokazów sztuki po wspaniałe imprezy przez cały rok). Wymienia się przy tym imprezy gejowskie, lokale i organizacje. W Oslo przy Solhauggaten 2 funkcjonuje utrzymywana ze środków publicznych przychodnia i poradnia, które udzielają bezpłatnie pomocy osobom LGBT w wieku od trzynastego do trzydziestego roku życia.
W Norwegii istnieje średniej wielkości scena gejowska. Jej centrum jest Oslo. Miasto to dysponuje kilkoma lokalami (puby, bary, dyskoteki, sauny, hotele, restauracje itp.) gejowskimi i przyjaznymi gejom, tzw. gay-friendly. Ponadto niemal w każdym większym mieście istnieje przynajmniej jeden lokal, w którym geje i lesbijki mogą czuć się w miarę swobodnie. W Oslo działa również mieszany chór LGBT pod nazwą „Den norske Homofonien av 1990” pod dyrekcją Ingelin Becker Dahl.
W kraju wydawane są publikacje, działa kilka organizacji zajmujących się niesieniem pomocy przedstawicielom LGTB. Każdego roku ulicami stolicy maszerują parady mniejszości seksualnych (gay pride parade). Najliczniejszą tego typu imprezą była parada w 2005 roku, która zgromadziła około 50.000 uczestników.
Norweski Kościół protestancki jest jednym z najbardziej otwartych na homoseksualizm kościołów na świecie. Od 1997 roku rozpoczął udzielanie błogosławieństw (nie małżeństw) parom homoseksualnym. Popiera także adopcję dzieci przez pary homoseksualne. W okręgu Nordland, na znak akceptacji, tęczowe flagi wywieszane są przez duchownych na kościołach. Funkcjonują religijne społeczności LGBT (np. Åpen Kirkegruppe), a o ich spotkaniach informują również oficjalne publikacje turystyczne Oslo. Jawnie homoseksualni kapłani są akceptowani przez norweski Kościół protestancki i mogą pełnić posługę duszpasterską.
W 2006 roku wystawa na temat homoseksualizmu wśród zwierząt w Muzeum Historii Naturalnej w Oslo zgromadziła tłumy.